# Luci Mummi
Luci Mummi (en llatí: Lucius Mummius) va ser un magistrat romà.
Va ser tribú de la plebs l'any 187 aC. Es va oposar a la proposta de Marc Porci Cató que demanava fer publica la quantitat de diners pagada per Antíoc III el Gran als germans Publi i Luci Escipió com a preu de la pau el 188 aC. Mummi, intimidat per Cató, va acabar retirant la seva oposició i la llei va ser aprovada.
Va ser pretor el 177 aC i va rebre Sardenya com a província. Mentre estava en aquest càrrec, i per ordre del senat, va implementar un decret senatorial que obligava als residents a Roma que només tenien el dret llatí a tornar a les seves ciutats.